# 米原町
米原町（まいはらちょう）は、滋賀県坂田郡にあった町。琵琶湖東岸に位置した。2005年2月14日に同郡山東町、伊吹町と合併して米原市となり消滅した。
町の読みは「まいはらちょう」だが、合併後の米原市は「まいばらし」である。

## 歴史
- 1889年（明治22年）4月1日 - 町村制の施行により、梅ヶ原村・米原村・下多良村・中多良村・上多良村・朝妻筑摩村・磯村の区域をもって入江村が発足。
- 1923年（大正12年）11月15日 - 入江村が町制施行・改称して米原町となる。
- 1956年（昭和31年）9月1日 - 米原町が醒井村・息郷村と合併し、改めて米原町が発足。
- 2005年（平成17年）2月14日 - 山東町・伊吹町と合併して米原（まいばら）市が発足。同日米原町廃止。

## 学校
小学校
- 米原町立息郷小学校
- 米原町立醒井小学校
- 米原町立米原小学校
- 米原町立入江小学校(昭和六十一年度米原小に統合)

中学校
- 米原町立河南中学校
- 米原町立米原中学校

## 交通
米原駅は「まいばら」と、米原ICは「まいはら」と読む。

### 鉄道
- 東海旅客鉄道
  - 東海道新幹線：米原駅
  - 東海道本線：醒ケ井駅 - 米原駅
- 西日本旅客鉄道
  - 東海道本線・北陸本線（琵琶湖線）：米原駅
- 近江鉄道
  - 本線：米原駅

### 道路

#### 高速道路
- 名神高速道路：米原ジャンクション
- 北陸自動車道：米原ジャンクション - 米原インターチェンジ

#### 一般国道
- 国道8号
- 国道21号

## 名所・旧跡
- 中山道旧醒井宿、番場宿
- 醒井養鱒場
- 居醒の清水
- 蓮華寺
- 青岸寺
- 真広寺
- 松尾寺